# 肥大
肥大（ひだい、英: hypertrophy）は、組織あるいは器官が通常の容積よりも大きさを増した状態。狭義の肥大では細胞数の増加を伴わず個々の細胞の容積の増大による組織や器官の容積の増大を示すが、細胞数の増加による組織や器官の容積の増大を意味する過形成と同時に起こることが多く、厳密に両者を区別することは困難である。労働性肥大、代償性肥大のように生理的な肥大と病的な肥大が存在する。肥満も肥大に含まれる。腫脹とは定義が違う。

## 種類
- 肥大成長
- 心臓肥大（心肥大）
- 前立腺肥大症
- 歯肉肥大
- 先端巨大症
- マルファン症候群